# Calcio Padova
A Calcio Padova egy olasz labdarúgócsapat Padovából. A csapatot 1910-ben alapították, és jelenleg a Serie B-ben szerepel. Korábban a Serie A-nak is tagja volt, utoljára az 1995–96-os szezonban. A Padova ismertebb játékosai voltak:  Kurt Hamrin, Walter Zenga, Angelo di Livio, Alessandro Del Piero, Vincenzo Iaquinta, Demetrio Albertini, Alexi Lalas, és Stephan El Shaarawy.
A csapat színei a piros és a fehér. Stadionjuk a 32 336 férőhelyes Stadio Euganeo.

## A csapat története
A padovai csapat az ötvenes években élte fénykorát, amikor a Nereo Rocco edző és Kurt Hamrin fémjelezte klub a bronzérmet nyerték meg 1958-ban. Egészen 1962-ig tudtak az élvonalban maradni, majd kiestek a B ligába és ott három évtizedet rostokoltak.
1994-ben sikerült a feljutás az A osztályba, de az  kérész életűnek bizonyult.
Nagy küzdelemben voltak a bent maradásért, amit a Genoa gátolt meg, legyőzte őket az osztályozón. ezt követően még a harmadosztályt is megjárták, 2008 óta ismét a B ligában küzdenek.
Összegezve a Padova 27-szer szerepelt az élvonalban, 1957-1958-ban bronzérmet nyertek.
Az olasz kupában 1967-ben döntőt játszottak, 1980-ban megnyerték a Serie C ligásoknak kiírt kupát, 1983-ban döntőt játszottak az olasz-angol kupában. 36 B- és 29 C-ligás szereplésük volt a történetük során.

## Jelenlegi keret
2012. szeptember 13.  állapot szerint
| #  |     | Poszt | Név                                    |
| -- | --- | ----- | -------------------------------------- |
| 1  | ITA | K     | Marco Silvestri                        |
| 2  | ITA | V     | Andrea Rispoli (kölcsönben a Parmatól) |
| 3  | ITA | V     | Michele Franco                         |
| 5  | ITA | V     | Marco Piccioni                         |
| 6  | ITA | V     | Trevor Trevisan                        |
| 7  | ITA | KP    | Marco Gallozzi                         |
| 8  | ARG | KP    | Matías Claudio Cuffa                   |
| 9  | ITA | CS    | Emiliano Bonazzoli                     |
| 10 | BRA | CS    | Diego Farias (kölcsönben a Chievotól)  |
| 11 | ITA | CS    | Aniello Cutolo                         |
| 12 | ITA | K     | Luca Maniero                           |
| 13 | ITA | V     | Elia Legati                            |
| 14 | BRA | KP    | Zé Eduardo (kölcsönben a Parmatól)     |
| 15 | NGR | KP    | Nwankwo Obiora (kölcsönben a Parmatól) |

| #  |     | Poszt | Név                                          |
| -- | --- | ----- | -------------------------------------------- |
| 16 | ITA | KP    | Federico Viviani (kölcsönben a Romatól)      |
| 17 | SLO | CS    | Enej Jelenič                                 |
| 18 | ITA | CS    | Andrea Raimondi                              |
| 19 | ITA | KP    | Niccolò Galli                                |
| 20 | ITA | KP    | Alessandro De Vitis (kölcsönben a Parmatól)  |
| 21 | SEN | CS    | Khouma Babacar (kölcsönben a Fiorentinatól)  |
| 22 | ITA | K     | Luca Anania                                  |
| 23 | BRA | V     | Thiago Rangel Cionek                         |
| 27 | ITA | V     | Matteo Piccinni (kölcsönben aAlbinoLeffetől) |
| 33 | ITA | V     | Francesco Renzetti                           |
|    | ITA | KP    | Manuel Iori                                  |
|    | ITA | KP    | Giuseppe De Feudis                           |

### Kölcsönjátékosok
| #  |     | Poszt | Név                           |
| -- | --- | ----- | ----------------------------- |
| 8  | NGR | KP    | Wilfred Osuji (Modena)        |
| 23 | FRA | CS    | Ousmane Dramé ( Ascoli)       |
| 25 | BRA | KP    | Vicente ( Botev Vratsa)       |
| 28 | ITA | V     | Andrea Boscaro ( FeralpiSalò) |
|    | CIV | CS    | Adama Diakite ( AlbinoLeffe)  |

## Ismertebb játékosok
| - Giorgio Treves de’Bonfili - Nereo Rocco - Aurelio Scagnellato - Alessandro Del Piero - Demetrio Albertini - Angelo di Livio - Giuseppe Galderisi - Walter Zenga - Stephan El Shaarawy - Vincenzo Iaquinta |  | - Kurt Hamrin - Alexi Lalas - Goran Vlaović |

## A csapat eredményei
Serie A bronzérmes: Serie A 1957-1958
Serie B győztes: Serie B 1947/48
Serie C győztes: Serie C 1936/1937
Serie C2:   1980-1981, 2000-2001
Angol-olasz kupa döntős: 1983
Rappan kupa döntős: 1963
UEFA Intertotó-kupa döntős: 1963